# Schizophrenia
Pour les articles homonymes, voir Schizophrenia (film).
Albums de Sepultura
Morbid Visions
(1986) Beneath the Remains
(1989)
Schizophrenia est le deuxième album studio du groupe de death metal brésilien Sepultura, sorti en 1987 sous le label brésilien Cogumelo Records. Il s'agit du premier album du groupe enregistré avec Andreas Kisser à la guitare. La sonorité de cet album est plus proche du thrash metal que ne l'était le précédent album, Morbid Visions, plus proche du death metal.
Toutes les chansons ont été enregistrées durant le mois d'août 1987, à l'exception de la piste bonus Troops of Doom", enregistrée en août 1990.

## Style musical
Andreas Kisser a déclaré que lorsqu'il rejoignit Sepultura en 1987, il

« ...a apporté de nouvelles influences - le heavy metal traditionnel et un style plus mélodique. La fusion des genres fut immédiate. Nous comprîmes la provenance musicale de chacun, et nous savions que nous pouvions faire converger nos influences pour que la musique soit bonne. »

## Musiciens et technique
Sepultura
- Max Cavalera - chant, guitare rythmique
- Andreas Kisser - guitare
- Paulo Jr. - guitare basse
- Igor Cavalera - batterie, percussions

- Tarso Senra - Ingénieur du son
- Gauguim - Ingénieur du son de la piste 10
- Scott Burns - mixage de la piste 10
- Henrique - synthétiseur
- Paulo Gordo - violon
- Fabiana - photographe

## Liste des chansons
| No  | Titre                              | Durée |
| --- | ---------------------------------- | ----- |
| 1.  | Intro                              | 0:31  |
| 2.  | From the Past Comes the Storms     | 4:55  |
| 3.  | To the Wall                        | 5:36  |
| 4.  | Escape to the Void                 | 4:38  |
| 5.  | Inquisition Symphony               | 7:13  |
| 6.  | Screams Behind the Shadows         | 4:48  |
| 7.  | Septic Schizo                      | 4:31  |
| 8.  | The Abyss                          | 1:01  |
| 9.  | R.I.P. (Rest in Pain)              | 4:36  |
| 10. | Troops of Doom                     | 3:17  |
| 11. | The Past Reborns the Storms (Demo) | 5:08  |
| 12. | Septic Schizo (Rough Mix)          | 4:34  |
| 13. | To the Wall (Rough Mix)            | 5:31  |

La piste 10 a été ajoutée lors d'une réédition en 1990 par Roadrunner Records. Les pistes 11 à 13 ne sont disponibles que sur l'édition remasterisée de 1997.